# ヨハン・ヨアヒム・クヴァンツ
ヨハン・ヨアヒム・クヴァンツ（Johann Joachim Quantz, 1697年1月30日 - 1773年7月12日）は、ドイツのハノーファーの近くのオーバーシェーデンで生まれ、ポツダムで没した18世紀のヨーロッパを代表する名フルート演奏家で作曲家。フリードリヒ大王のフルート教師として有名であり、そのエピソードの数々がフリードリヒ・ニコライ編著『フリードリヒ大王の逸話集』の中で報告されている（『音楽家クヴァンツについて』）。

## 年譜

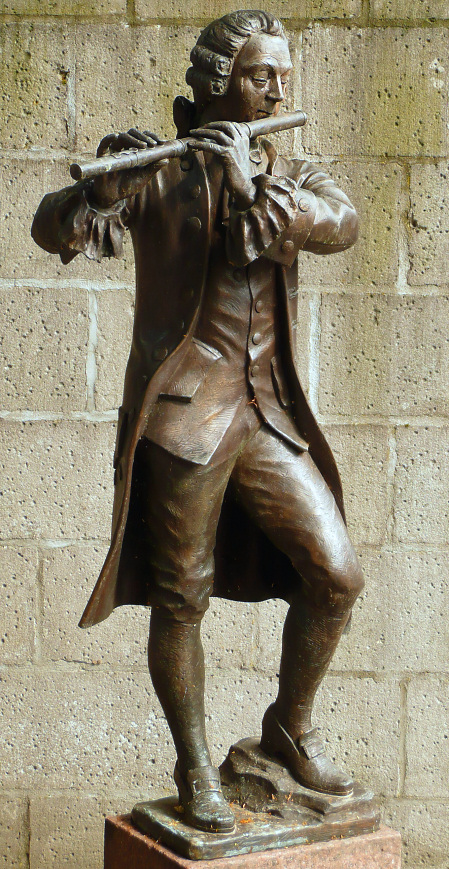
シェーデンのクヴァンツ像

- 1707年(10歳)　鍛冶屋の父が亡くなる。ライプツィヒの西に位置するメルゼブルクに住む楽師の叔父に引き取られてヴァイオリン、オーボエ、チェンバロなどを学ぶ。
- 1716年(19歳)　ドレスデンの楽隊に入る。ゼレンカに対位法を学び、またウィーンでフックスに師事。
- 1718年(21歳)　ドレスデンとワルシャワの両都市で活動していたポーランド王兼ザクセン選帝侯アウグスト3世の楽団のオーボエ奏者となる。
- 1719年(22歳)　当時フルートの最高の名手と言われていたビュファルダンにフルートを勧められて学び、フルート奏者として再出発する。後にパリを含む各地で演奏して絶賛された。
- 1723年(26歳)　プラハにて、ジュゼッペ・タルティーニの演奏会に加わる。
- 1724年(27歳)　イタリアへ旅行し、ローマでフランチェスコ・ガスパリーニ(Francesco Gasparini)に対位法を学ぶ。
- 1726年(29歳)　ロンドンに旅行し、ヘンデルに会う。
- 1727年(30歳)　ドレスデン王宮礼拝堂のオーケストラとフルート独奏で共演する。
- 1728年(31歳)　フリードリヒ2世にフルート教師として仕える。
- 1741年(44歳)　フリードリヒ2世が王位に就くと専属宮廷音楽家として残りの人生を仕え、演奏と作曲を続けた。
- フリードリヒ大王の宮廷には当時の第一級の音楽家が集い、クヴァンツのほか、大バッハの次男で1740年から1767年までチェンバロを担当した作曲家C.P.E.バッハ(1714-1788)、1732年から大王に仕えたヴァイオリンの名手で作曲家グラウン(Johann Gottlieb Graun 1703-1771)、同じくヴァイオリンの名手で作曲家フランツ・ベンダ(1709-1786)らがいた。大王はクヴァンツに固定給のほかに、フルート曲を1曲作るたびに特別の謝礼金を支払って厚遇した。
- 1752年(55歳)　「フルート奏法試論」を著述。当時の音楽スタイル、演奏法などを知る恰好の教本として今でも読まれている（日本語訳あり）。
- 1773年7月12日(76歳)　ポツダムで没する。

## 作品
300曲を超えるフルート協奏曲、約200曲のフルートを含む室内楽曲や無伴奏曲があり、今日でも演奏される。